# Ramasayia
A Ramasayia az emlősök (Mammalia) osztályának erszényesek (Marsupialia) alosztályágába, ezen belül a diprotodontia rendjébe és a vombatfélék (Vombatidae) családjába tartozó fosszilis nem.

## Tudnivalók
A Ramasayia nevű vombatnem megjelenésének ideje nem ismert, azonban tudjuk, hogy körülbelül a késő pleisztocén korszakban halt ki. Eme vombatnem példányainak átlagos testtömege körülbelül 100 kilogramm lehetett.

## Rendszerezés
A nembe az alábbi 2 faj tartozik:
- Ramasayia curvirostris (Owen, 1886)
- Ramasayia magna

## Fordítás
- Ez a szócikk részben vagy egészben  a   Ramasayia című angol Wikipédia-szócikk ezen változatának fordításán alapul.  Az eredeti cikk szerkesztőit annak laptörténete sorolja fel. Ez a jelzés csupán a megfogalmazás eredetét és a szerzői jogokat jelzi, nem szolgál a cikkben szereplő információk forrásmegjelöléseként.